# Georges Adéagbo
Georges Adéagbo (nacido en  1944) es un escultor de Benín conocido sobre todo por sus trabajos realizados con objetos encontrados.

## Vida y obras
Nacido en  Cotonú, es el mayor de once hermanos.  Adéagbo estudió leyes en Abiyán para posteriormente trasladarse en 1964 a Francia para continuar sus estudios.  Regresó a Benín en 1967 contra su voluntad y tras la muerte de su padre. Vivió en condiciones precarias y en varias ocasiones tuvo que entrar en tratamiento psicológico. En ese momento y hasta 1993, se dedicó a la creación de numerosas instalaciones en su casa, apartado de la familia y la sociedad. Estas obras fueron seguidas por un comisario francés. A comienzo de la década de 1990 comenzó a tener reconocimiento, proceso que culminó con la obtención del Premio de honor de la Bienal de Venecia en 1999.  Adéagbo recoge los materiales para sus obras de todas partes incluso mientras viaja.
En 2002 se muestra ssu obra en la documenta 11, y su instalación fue adquirida para los fondos del Museo Ludwig de Colonia.
Adéagbo vive y trabaja en Cotonú; su obra se halla representada en la colección de Jean Pigozzi.

## Exposiciones
Expuso por primera vez su instalación en público en 1994 en Besanzón , Francia («La ruta de l'art-sur la route de l'esclave - La Ruta del Arte en la Ruta de la Esclavitud.»).
Sus obras se incluyeron más tarde en la "Ciudad» Grande (Serpentine Gallery, Londres , 1995), «Morir Anderen modernen» (Haus der Kulturen der Welt, Berlín , 1997), la Segunda Bienal de Johannesburgo (1997) y la Bienal de São Paulo en 1998 .
1999: Participación en la Bienal de Venecia : Un día de instalación de «La historia del León» en el Arsenal; se adjudicó la 48 ª Bienal de Venecia en 1999 .
En 2000 Adeagbo participó en la exposición «La Ville, Le Jardin, la mémoire» en la Villa Médicis en Roma y una exposición individual de sus obras se celebró en el Museo de Toyota, Japón .
Adeagbo fue reconocido como uno de los artistas más interesantes en el oeste de África después de participar en la documenta 11 en 2002, con una instalación in situ. 
En 2009 el artista fue invitado a participar en el proyecto principal de la 53 ª Bienal de Venecia . 